# 科米克爾科納 (新澤西州)
科米克爾科納（英語：Comical Corner）是位於美國新澤西州伯靈頓縣的非建制地區。

## 地理
科米克爾科納所處的海拔為高於海平面21米（即69英呎），而該地所採用的時區為UTC-5，即北美东部时区（EST）。同時該地設有夏令時間，為UTC-5調快一小時，即UTC-4（EDT）。